# Abyssocladia claviformis
Abyssocladia claviformis är en svampdjursart som beskrevs av Koltun 1970. Abyssocladia claviformis ingår i släktet Abyssocladia och familjen Cladorhizidae. Inga underarter finns listade i Catalogue of Life.